# Liste der Monuments historiques in Vassincourt
Die Liste der Monuments historiques in Vassincourt führt die Monuments historiques in der französischen Gemeinde Vassincourt auf.

## Liste der Immobilien
| Bezeichnung      | Beschreibung           | Standort               | Kennzeichnung | Schutzstatus | Datum | Bild           |
| ---------------- | ---------------------- | ---------------------- | ------------- | ------------ | ----- | -------------- |
| Kirche St-Pierre | ab dem 12. Jahrhundert | Rue de l’Église (Lage) | PA00106646    | Classé       | 1990  | weitere Bilder |

## Liste der Objekte
| Bezeichnung | Beschreibung                  | Standort                       | Kennzeichnung | Schutzstatus | Datum | Bild |
| ----------- | ----------------------------- | ------------------------------ | ------------- | ------------ | ----- | ---- |
| Pietà       | Stein, farbig gefast, um 1510 | in der Kirche St-Pierre (Lage) | PM55000893    | Classé       | 1981  |      |